# ایستگاه قطار شهری کوهسنگی
ایستگاه قطار شهری کوهسنگی یکی از ایستگاه‌های خط ۲ قطار شهری مشهد است که در کوهسنگی قرار دارد. این ایستگاه در ۱۹ آذر ۱۳۹۸ به بهره‌برداری رسید.